# エミリアーノ・アルファロ
エミリアーノ・アルファロ・トスカーノ（Emiliano Alfaro Toscano, 1988年4月28日 - 
）は、ウルグアイ・トレインタ・イ・トレス出身の元同国代表サッカー選手、サッカー指導者。現役時代のポジションはフォワード。パワフルでスピードが特徴で決定力に秀でた生粋のストライカー。

## 経歴
2006年からウルグアイのリベルプールFCでプロキャリアをスタートさせ、2010年にアルゼンチンの名門CAサン・ロレンソ・デ・アルマグロへ移籍した。当時の監督であったディエゴ・シメオネに高く評価されるも以前ほどゴールを記録できず2010年半ばにリベルプールへ復帰した。2012年1月にイタリアのSSラツィオへ移籍した。2012-2013シーズンはアラビアン・ガルフ・リーグのアル・ワスルFCでプレーし、特徴であるスピードとパワフルでダイナミックなプレーで24試合17ゴールでストライカーとしての能力を証明。2014年8月28日、期限付き移籍で2部に降格した古巣のリベルプールを昇格させるために復帰することが決定した。古巣リベルプールでも27試合中21ゴール（PKは1得点）で得点王となると共に、優勝・1年での1部昇格に貢献した。2015年6月30日にラツィオへ復帰。
2016年、ISLのノースイースト・ユナイテッドFCに移籍。翌年1月17日にUAEディヴィジョン1（実質2部）のアル・フジャイラSCへ加入し3度目のUAEリーグ参戦となった。2017年7月10日、FCプネー・シティに移籍し、ISLに復帰した。
2019年7月、リベルプールに復帰した。
2021年3月21日、現役引退を表明した。
2023年12月21日、リベルプールの監督に就任した。

## 代表歴
ウルグアイ代表として2007 FIFA U-20ワールドカップに出場した。年代別代表には、常にカバーニやスアレスらとプレーした。2011年11月15日、イタリア代表戦でA代表デビューを果たした。